# Brazenija
Brazenija (lat. Brasenia), monotipski biljni rod korisnih, vodenastih trajnica iz porodice Cabombaceae, dio reda Nymphaeales. Jedina je vrsta trajnica  B. schreberi raširena po Sjevernoj Americi i dijelovima Afrike, Azije i Australije, te na sjeveru Južne Amerike. U Kini ju uzgajaju kao povrće, a u medicini se koristi kao astringent
Njezini okrugli listovi su plutajući.

## Galerija
- B. schreberi  na Whitefish Pond-u
- B. schreberi
- B. schreberi
- Kukci Donacia provostii, na listovima brazenije